# 글로리아 피르스
글로리아 피르스(Glória Pires, 1963년 8월 23일 ~ )는 브라질의 배우이다. 브라질 영화대상 여우주연상 2회(2011, 14) 수상자이다.

## 출연 작품
- 니스 - 더 하트 오브 매드니스 (2015)
- 엘리자베스비숍의연인 (2013)
- 스모크 겟츠 인 유어 아이즈 (2009)
- 룰라, 브라질의 아들 (2009)
- 내가 당신이라면 2 (2009)
- 내가 당신이라면 (2006)